# Me quedo aquí
«Me quedo aquí» es una canción escrita por el cantautor argentino Gustavo Cerati, lanzado como quinto sencillo de su cuarto álbum de estudio Ahí vamos, publicado en el 2006. La canción fue interpretada por Gustavo Cerati durante la gira musical para promocionar su cuarto álbum, dicha gira que comenzó en 2006 y terminó en 2007.

## Historia
Gustavo Cerati comentó sobre la canción que logró una gran popularidad no solo en Argentina, sino en Colombia, Chile y México, donde, alcanzó el disco de oro:

«"Es la representación de lo que pasó con ese tsunami de Indonesia y la sensación que tuve era que esas palabras eran equivalentes emocionalmente para todos. Sentí, además, que ese año, particularmente, se movieron muchas cosas y me puse en la piel de aquel que estaba en New Orleans o acá en Santa Fe: le llega el agua y se queda ahí porque ¿a dónde va a ir? O sea, es esa relación con la tierra"»
Gustavo Cerati.

## Video musical
El video musical fue dirigido por Óscar Fernández; pues el video comienza con Gustavo Cerati, sentado en una amplia silla, de nueva cuenta cantándonos, al final se captura la pacífica imagen del músico argentino. Fue grabado inmediatamente después del videoclip de «Lago en el cielo» durante la madrugada, en una sola toma.